# 肯·马丁利
托马斯·肯内斯·“肯”·马丁利二世（英語：Thomas Kenneth Mattingly II.，1936年3月17日—2023年10月31日）曾是一位美国国家航空航天局的宇航员，执行过阿波罗16号、STS-4以及STS-51-C任务。

## 早年
1936年3月17日生于伊利诺州的芝加哥市，他就读于佛罗里达州迈阿密市，毕业于迈阿密埃迪逊高中，之后就读于阿拉巴馬州奧本大学，于1958年获得了航空工程学士学位，同年，马丁利以少尉军衔加入了美国海军，并于1960年获得飞行员徽章。之后他被分配到萨拉托加号航空母舰上的VA-35飞行联队，在那里他驾驶A-1H空中骑士攻击机一直到1963年。1963年7月，他所服役的VAH-11飞行联队被部署到罗斯福号航空母舰上，在那里的两年里他改为驾驶A-3B空中武士攻击机。

## 宇航员生涯
在1966年4月被国家航空航天局选为宇航员之前，马丁利正在空军宇航研究院飞行员学校中接受训练。他成为宇航员后的第一个任务是作为阿波罗13号任务的指令舱飞行员。但在发射前3天，他因为被怀疑感染风疹而被替换，但事实上他并没有。因此，他未能成为这次传奇性任务中的一员。但马丁利在营救被困的阿波罗13号乘员中提供了帮助，他帮助给出了返回过程中的能量节约方案。最终，马丁利作为的指令舱飞行员参加了阿波罗16号任务。阿波罗16号的发射时间是1972年4月16日，搭载的三名乘员为：指令长约翰·杨、登月舱驾驶员查尔斯·杜克和指令舱驾驶员肯·马丁利。约翰和查尔斯在月球表面上进行了3天的考察，与此同时，马丁利在距离月球表面100公里的轨道上使用指令舱搭载的仪器对月球表面赤道附近环带进行了影像学及几何学的测绘。在他返回地球后，马丁利作为宇航员主管供职于航天飞机研发计划。马丁利被任命被哥伦比亚号航天飞机第四次也是最后一次轨道测试任务的指令长。1982年6月27日，马丁利与飞行员亨利·哈茨菲尔德一起升空，在这个为时7天的任务中，他们对航天飞机进行了彻底的测试并对航天飞机历史上首次军事用途搭载进行了操作。马丁利最后一次进入轨道是在1985年1月24日，那次他作为发现号航天飞机第十五次任务的指令长进入太空。在这次为期3天的任务中，马丁利与他的4人机组从货舱中释放了一颗军事用途的搭载。

### 太空飛行經歷
阿波罗16号是阿波罗计划中的第六次载人登月任务，于1972年4月16日在肯尼迪航天中心发射。此次任务的机组成员包括：指令长约翰·杨、指令舱驾驶员肯·马丁利和登月舱驾驶员查尔斯·杜克。阿波罗16号的任务是：在着陆地（笛卡尔环形山）附近收集月面高处岩本，同时使用搭载在指令舱“卡斯帕”号上的科学仪器在月球轨道上对月球表面赤道附近环带进行影像学及几何学的测绘。在月球赤道上和月地之间，一共进行了26项独立的科学实验。实验的重点放在了利用人眼的独特能力以及人类特有的好奇心进行轨道观测上。尽管因飞船故障，阿波罗16号的任务提前1天结束，但通过任务支援小组的不懈努力以及严格的阿波罗计划任务前期准备，所有的主要任务都得以完成。
STS-4是哥伦比亚号航天飞机的第四次也是最后一次轨道测试飞行，于1982年6月27日在肯尼迪航天中心发射。此次任务中，马丁利作为指令长与飞行员小亨利·W·哈茨菲尔德一同升空，这次为期7天的任务的目标位：进一步检验航天飞机在上升及返回阶段的表现、完成对长期极热环境对轨道器子系统产生的影响的连续研究、在轨道器货舱中对轨道器污染进行测量。此外，成员在轨道器载人舱以及货舱内进行了多项科学实验。这些实验包括：持续电流电泳现象系统实验，该实验的目的是为了研究液体中的生物材料因表面电荷不同分离的现象，该实验也首次为开发太空环境的商业价值进行了探索。乘员们也尝试进行了一次轨道上修复，这次尝试启动了首次可操作的“特别度假计划”（实验包括从“海藻和浮萍的在轨道上生长”到“果蝇与盐水虾的基因研究”等9项内容）。STS-4在完成了环绕地球112圈飞行后于1982年7月4日降落在爱德华兹空军基地。
STS-51-C是首次由航天飞机进行的国防部任务，于1985年1月24日在肯尼迪航天中心发射。此次任务的机组成员包括：肯·马丁利（指令长）、劳伦·史瑞沃（飞行员）、吉姆·布克里和爱尔森·奥尼祖加（任务专员）、加里·佩顿（国防部载荷专员）。STS-51-C的任务为：从发现号航天飞机上释放一枚惯性上升级（IUS）改进型。此次任务的降落时间为1985年1月27日。

## 退休之后
之后，马丁利便从国家航空航天局和美国海军退休（退役时的军衔为海军少将），退休后他进入了格鲁门公司的空间站支援部门，之后他在加利福尼亚州圣迭戈市领导通用动力的宇宙神助推器计划，在洛克西德·马丁公司时，他作为副总裁主管X-33的研发计划。

## 影视剧中的马丁利
在电影阿波罗13号中，马丁利由蓋瑞·辛尼茲扮演，在电视连续短剧《从地球到月球》中，马丁利的扮演者为泽尔科·伊万内克。